# Domessargues
Domessargues is een gemeente in het Franse departement Gard (regio Occitanie) en telt 630 inwoners (2004). De plaats maakt deel uit van het arrondissement Alès.

## Geografie
De oppervlakte van Domessargues bedraagt 7,4 km², de bevolkingsdichtheid is 85,1 inwoners per km².
De onderstaande kaart toont de ligging van Domessargues met de belangrijkste infrastructuur en aangrenzende gemeenten.

## Demografie
Onderstaande figuur toont het verloop van het inwonertal (bron: INSEE-tellingen).